# Maison dite de Diane de Poitiers (Montélimar)
La Maison dite de Diane de Poitiers est un monument situé à Montélimar, dans le département de la Drôme.

## Histoire
En 1724, avec la permission du roi Louis XV, Louis Cheynet acquit la maison de Guy Pape, marquis de Saint-Auban. Cette demeure Renaissance est restée dans la descendance de la famille Cheynet jusqu'à l'aube du XXIe siècle, passant successivement, par mariage, aux Rivière de Nocaze puis aux Rousset et Rousset de Pina de Saint-Didier
Ce bâtiment fait l’objet d’une inscription au titre des monuments historiques depuis le 26 novembre 1956.